# Renault Spider

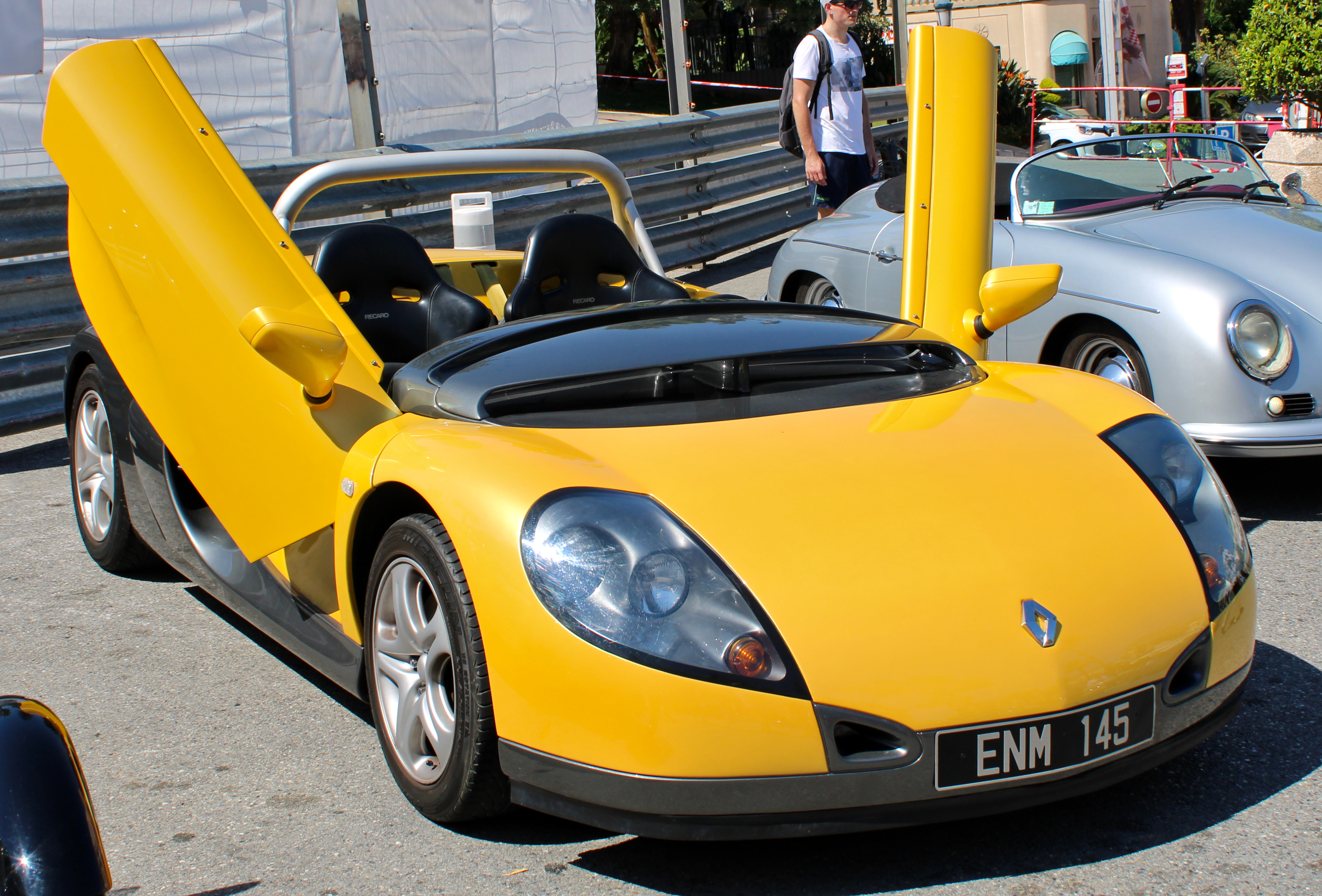
Renault Spider

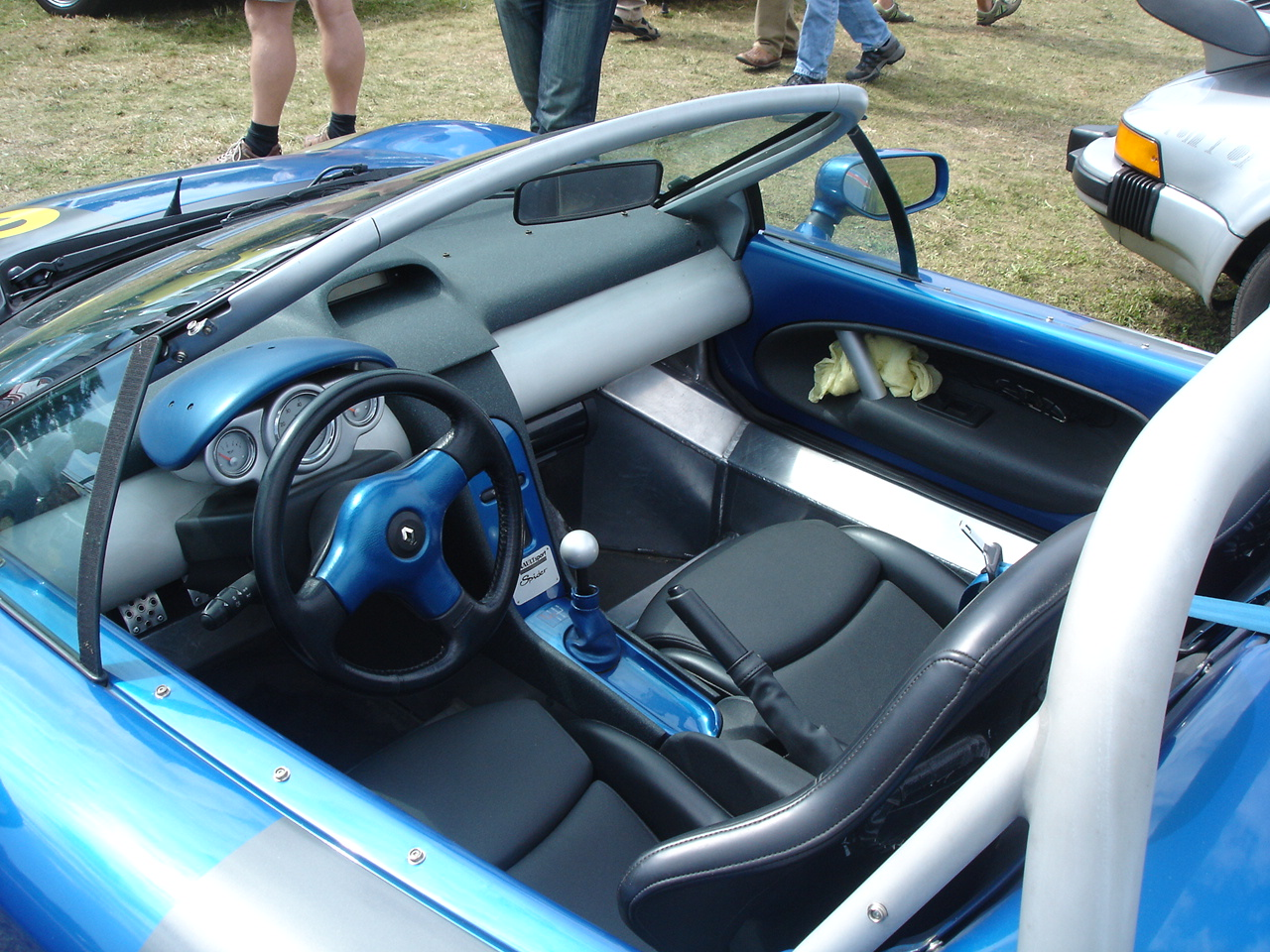
Interieur

De Renault Spider is een automodel dat gemaakt is door het Franse automerk Renault tussen 1995 en 1997.

## Project W94
Het idee om het model Spider te ontwerpen begon in de vroege jaren 90. Na een zware tijd voor het autoconcern halverwege de jaren 80 wilde Renault het sportieve imago opkrikken.
De Spider zou in productie gaan voor de openbare weg en het circuit.
Het eerste studiomodel had de naam W94 en was medio 1994 klaar. De conceptversie was een jaar later te zien op de Genève autoshow. Het model zou uiteindelijk halverwege 1995 in de showroom staan en geproduceerd worden tot en met 1997.
De Spider had een aluminium chassis en de body was van kunststof, dit had als resultaat dat hij maar 930 kg woog. Als motor werd de 2.0 16V uit de Clio Williams gebruikt, deze leverde 150 pk en was gemonteerd achter de voorstoelen. Deze combinatie zorgde ervoor dat de Spider in 6,9 seconden naar de 100 km/h sprintte en een topsnelheid haalde van 215 km/h. 
Hij was in vier kleuren leverbaar; geel/donkergrijs, blauw/donkergrijs, rood/donkergrijs en lichtgrijs.

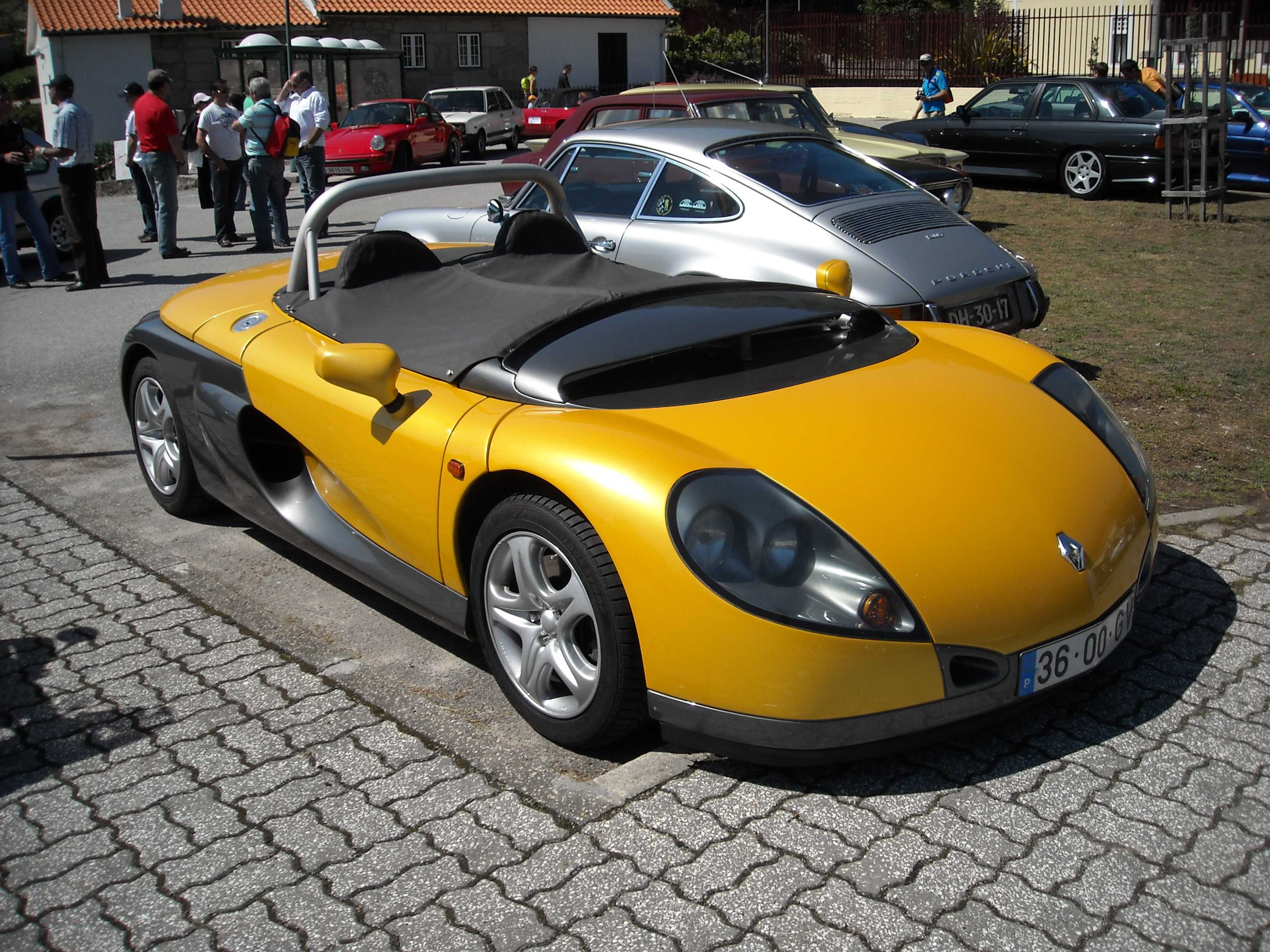
Jaune Sport/Gris Xerus
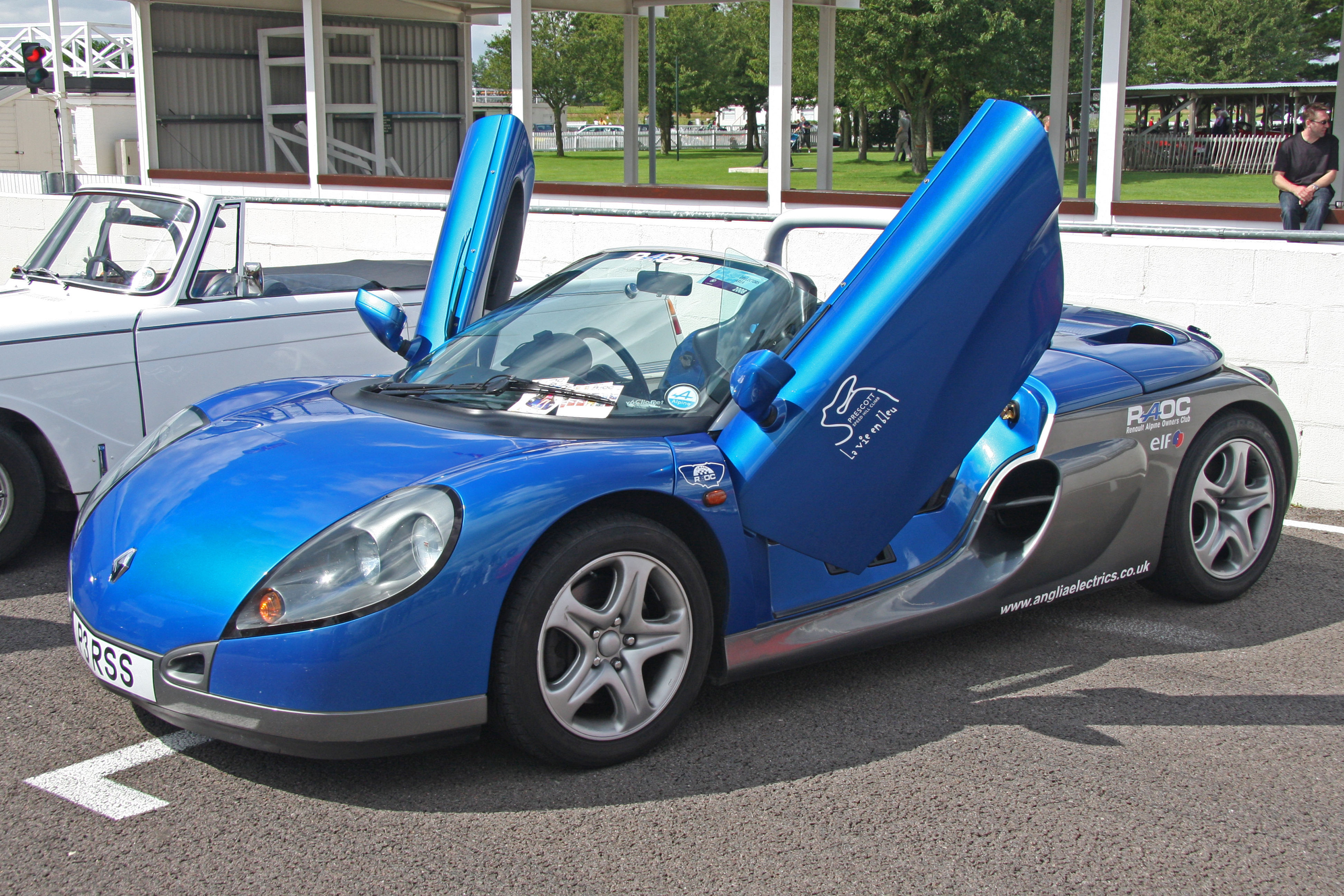
Bleu Sport/Gris Xerus
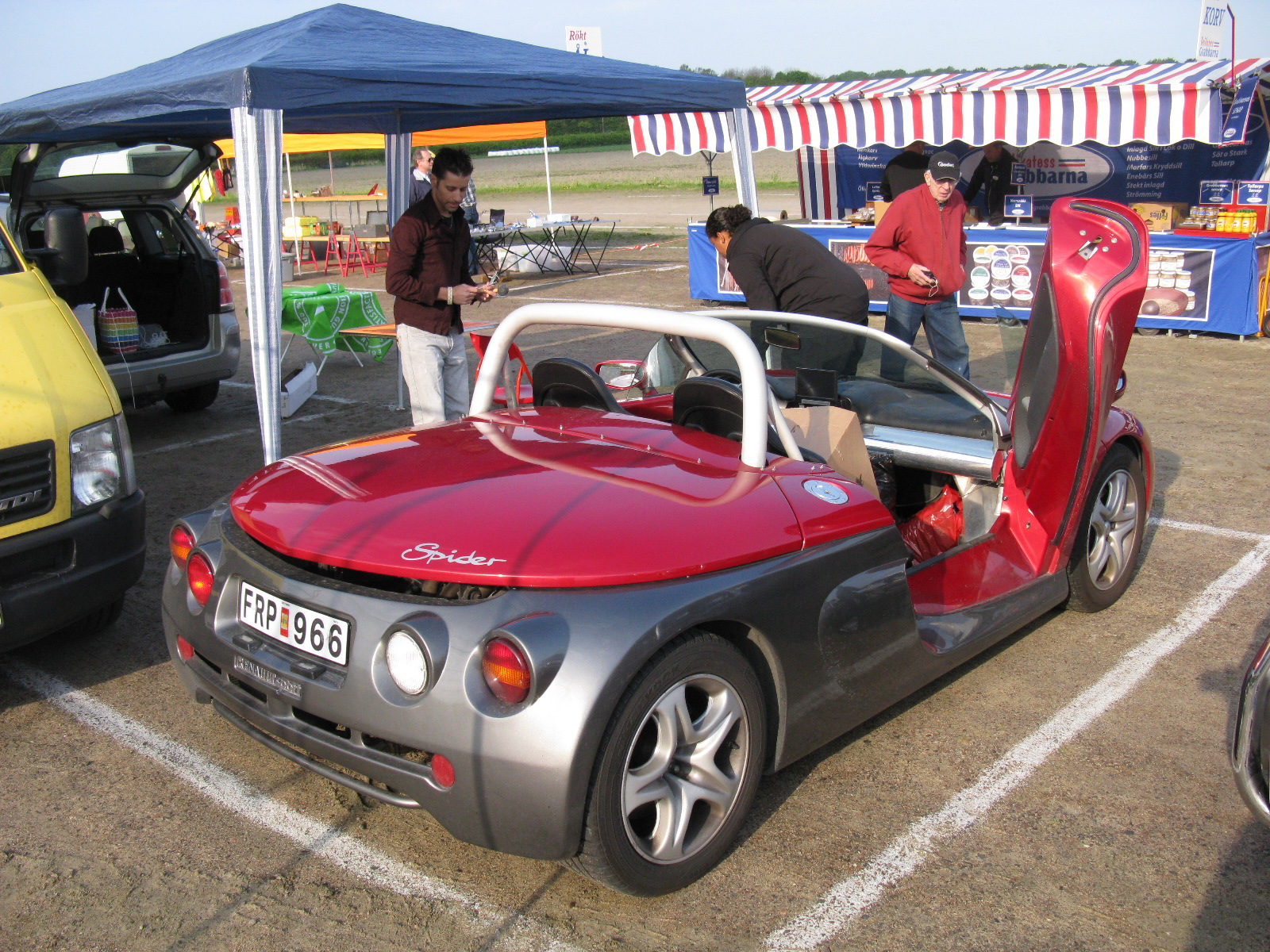
Rouge Sport/Gris Xerus
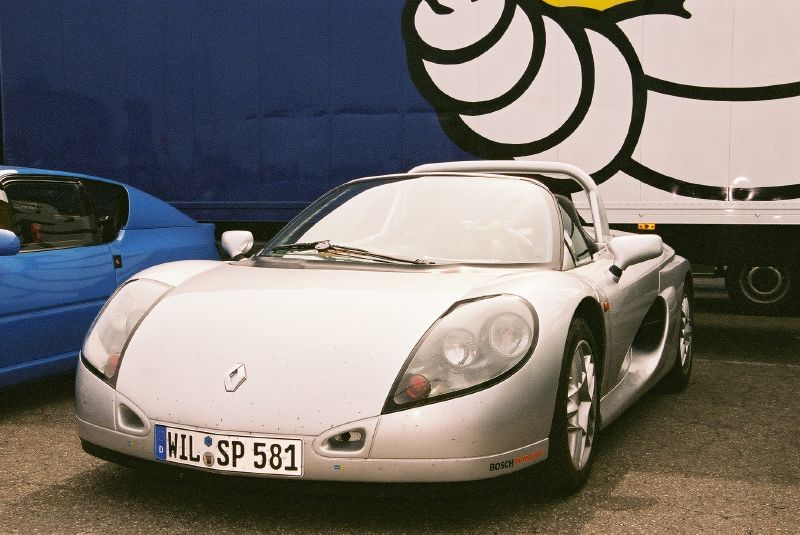
Gris Titane

De eerste Spiders hadden geen voorruit maar een deflector welke de wind over de bestuurder en passagier moest leiden. Later werd de Spider met een voorruit geleverd om de verkoopaantallen op te krikken. Oorspronkelijk wilde Renault 2000 Spiders produceren, toen in 1997 de Spider uit productie ging zijn er totaal maar 1636 gemaakt. 
Naast de op de openbare weg toegelaten Spider zijn er nog negentig voor op het circuit gemaakt, de Spider Trophy. De standaard 2.0 16V Williams motor met 150 pk werd onder handen genomen en leverde uiteindelijk 180 pk. De passagiersstoel ontbrak en de Spider kwam op velgen van OZ te staan met speciale banden voor op het circuit erom. Ook werd er een rolkooi gemonteerd.
In productie:
5 E-Tech · 
Arkana · 
Austral · 
Captur · 
Clio · 
Espace · 
Kadjar · 
Kangoo · 
Koleos · 
Master · 
Mégane · 
Mégane E-Tech · 
Rafale · 
Scenic E-Tech · 
Symbioz · 
Symbol · 
Trafic · 
Twingo · 
Twingo Electric · 
Zoe

Uit productie:
3 · 
4 · 
5 · 
6 · 
7 · 
8 · 
9 · 
10 · 
11 · 
12 · 
14 · 
15 · 
16 · 
17 · 
18 · 
19 · 
20 · 
21 · 
25 · 
30 · 
2CV · 
4CV · 
Avantime · 
Caravelle · 
Dauphine · 
Domaine · 
Estafette ·
Express · 
Floride · 
Fluence ·
Frégate · 
Fuego · 
Juvaquatre ·
Laguna · 
Latitude · 
Modus · 
Nervastella · 
Novaquatre · 
Ondine · 
Prairie · 
Primaquatre · 
Rodeo · 
Safrane · 
Savanne · 
Scénic · 
Spider · 
Talisman · 
Thalia · 
Twizy · 
Vel Satis · 
Vivasport · 
Vivastella · 
Wind